# Herluf Winge
Adolf Herluf Winge (19 marzo 1857 – Copenaghen, 10 novembre 1923) è stato uno zoologo danese.

## Biografia
Già da quando era uno studente, Winge era attratto dai piccoli mammiferi, in particolare da talpe, toporagni e insettivori. Effettuò studi sulla dentatura dei mammiferi e lavorò presso il Museo Zoologico dell'Università di Copenaghen.
Alcuni autori sostengono che avesse idee lamarckiste.